# غوستافو بوكولي
غوستافو بوكولي (16 فبراير 1978 بساو باولو في البرازيل - ) هو لاعب كرة قدم إسرائيلي وبرازيلي في مركز الوسط. لعب مع مكابي أخاء الناصرة ومكابي حيفا ونادي بارانا ونادي بريشيا وHapoel Ramat Gan Givatayim F.C. ‏ وHakoah Amidar Ramat Gan F.C. ‏.

## روابط خارجية
- غوستافو بوكولي على موقع قاعدة بيانات كرة القدم.إي يو (الإنجليزية)
- غوستافو بوكولي على موقع Soccerway.com (الإنجليزية)
- غوستافو بوكولي على موقع AS.com (الإسبانية)